# 桑丘之戰
桑丘之戰是發生在周顯王四十六年（前323年）左右的戰役。此戰役為秦國商鞅變法以來首次與齊國正面交鋒的戰役，秦國本打算藉著勝魏解楚的威勢趁勝擴大戰果，向韓、魏二國借道攻齊以挫敗齊國，卻反被齊國打敗，於是秦國派遣使者以「西藩之臣」的身份向齊國賠罪。

## 戰役年代
焦循及楊寬認為此戰役當在齊威王末年，錢穆認為當在秦惠王三年（前335年），于鬯認為當在周顯王三十五年（前334年），朔雪寒綜合時代背景及前人說法，認為當在齊威王三十四年（前323年）。

## 時代背景
周顯王二十八年（前341年），齊國在馬陵之戰打敗了魏國，齊國國勢竄起。隔年（前340年），齊、秦、趙從東、西、北三面夾攻魏國，齊、秦在同一陣線，共同敵對魏國，此時兩國關係尚屬友好。
周顯王四十四年（前325年）秦惠王稱王後，有心要進軍中原，於次年（前324年）任命張儀為秦相，並攻取魏國陝邑（今河南省陝縣）；隔年（前323年）魏國犀首公孫衍發起魏、趙、燕、韓、中山「五國相王」引起齊、楚二國不滿，齊國打算割地給趙、燕2國一起施壓千乘小國中山國取消稱王未果，楚國出兵在襄陵（今河南省睢縣）擊敗魏國，奪取魏國八個邑。此時秦相張儀正策劃著「欲以秦、韓、魏之勢伐齊、荊（楚）」，向秦惠王獻計，認為「和楚國一起進攻魏國，魏國受到挫折就會投向楚國，韓國本來是魏國的友好國家，這樣秦國就被孤立。不如出兵來迷惑他，魏國和楚國大戰，秦國就可以取得河西以外的領土而回。」於是秦惠王反過來允諾魏國與之一起反擊進犯的楚軍，以便取得魏國西河之外的土地。
秦國挾勝魏國之威勢，且幫魏國化解了楚軍的繼續進犯，因此便想趁勢擴大戰果，此時楚國將領昭陽正在移動軍隊準備攻齊，齊國因與魏、趙等國交惡而勢單力孤，秦國見此良機，於是假道韓、魏以攻齊國，企圖藉此挫敗齊國的威勢。

## 戰役進程
周顯王四十六年（前323年），秦國借道魏韓向齊國展開軍事行動，先是越過韓、魏、衛三國，佯攻大野澤左岸的陽晉（今山東省曹縣）要道，突然從陽晉南下至齊國西南重鎮亢父（今山東省濟寧市任城區南部），這裡道路險惡，秦軍想出其不意，從這裡北上繞過右壤直插齊國的南陽腹地。。這時齊威王任命匡章為將，率領部隊前去迎戰，此時匡章的父親已死。齊威王曾特許他打了勝仗之後，就為其母親更葬，但為匡章以「不得父之教而更葬母」的理由謝絕，使齊威王對匡章的為人有了較深的瞭解。
秦軍行至齊魯邊界處的桑丘（今山東省兗州市），秦軍和匡章率領的齊軍主力相遇，齊、秦兩軍對壘紮營。秦軍將領為了嚴明軍紀，也為拉攏齊地人心，故下令：「有誰敢在距離柳下季墳墓五十步內的地方打柴的，便判死罪，絕不寬恕。」同時為了激勵士氣，還下令懸賞「有誰能得到齊王首級的，封萬戶侯，賞賜二萬兩黃金」。
由於秦軍是孤軍深入，又必須顧及到後方，惟恐韓、魏二國在後圖謀。所以秦軍只是虛張聲勢威脅向齊出兵，實際上卻猶疑不定不敢進攻。匡章充分利用了秦軍欲進不得、欲退不能的矛盾心理，在開戰前夕，讓雙方使者多次互相來往。匡章藉機變更了部分齊軍的旗幟標記，混雜到秦軍當中，等待配合齊國的主攻部隊破敵。齊威王派往前線的探子不明白匡章的用意，悄悄向齊威王回報說：「章子讓齊軍加入秦軍。」齊威王聽了置之不理。過了不久，又有前線回來的探子向齊威王回報：「匡章讓齊軍向秦軍投降。」齊威王仍舊不理會。如此反覆多次。朝廷眾大臣見此情景，向齊威王請求說：「說章子失敗降秦的探子，人不相同而言辭相同，大王為何還不發兵前去討伐他呢？」齊威王胸有成竹地回答：「這很明顯的不是背叛寡人的行動，為何要討伐他呢！」不久之後，匡章的戰術大獲成功，秦軍被混進軍營的齊軍士兵和匡章的大部隊內外夾攻，原本戰意就不甚堅決的秦軍一觸即潰。齊國朝中得知前線傳來齊軍大勝的捷報。左右大臣吃驚，詢問齊威王何以有此先見之明。齊威王告訴他們，從匡章的日常表現便可推斷出，堅信他「為人子不欺死父，豈為人臣欺生君哉？」儘管前線三次送來情報說匡章可能降秦，但齊威王都沒有相信，堅持放手讓匡章指揮作戰，終於保住了這次抗秦戰爭的勝利。
秦國得知前線敗訊，連忙派遣陳軫作為使者，以「西藩之臣」的身份前去齊國向齊威王謝罪。

## 後續
秦國攻齊失敗後，為防齊、楚與魏聯合攻秦，派遣陳軫出使齊國向齊國求和，並打算會盟一事。齊國雖大勝秦國，但不敢於此時與楚國相抗，以免最後造成秦、楚二國合攻齊國的局面；而此時田忌尚在楚國，齊威王對此更有顧忌，於是委託陳軫前往楚軍說服楚將昭陽不進攻齊國，為齊國解危，並向楚國提出會盟一事。而楚將昭陽因懼怕秦、齊、魏三國聯合攻楚，於是接受了陳軫的遊說。秦國派張儀和齊、楚大臣在齧桑（今江蘇省沛縣西南）會盟。而田嬰也因為匡章之勝，於明年（前322年）加封於薛。齊國於兩年後（前320年）派遺使者往秦國「迎婦」以成「和親」之舉。此後二十餘年間齊、秦兩國再無交兵，直至周赧王十七年（前298年）齊、魏、韓三國聯軍伐秦為止。
齧桑之會後，張儀因此諸戰役功不抵過，有喪失秦國相位的危機，為化解這場政治危機，於是以「欲令魏先事秦而諸侯效之」的理由主動請纓免相而藉著秦國威勢入魏國為相，以魏國宰相之位為秦國謀取利益，鞏固推行連橫策略而鬥諸侯；而魏將公孫衍亦於齧桑之會當年，合魏、趙、韓、燕、中山「五國相王」，有「合眾弱以攻一強」的意圖，其用意在廣結與國，合縱抗秦，借盟國之力挽救魏國的頹勢。此戰之後的四十餘年間，「戰國時代之合縱連橫鬥爭的局勢於是焉開」。

## 謬誤
此戰在中國電視劇《大秦帝國之縱橫》中被誤為觀澤之戰，而史實上的觀澤之戰是發生在周慎靚王四年（前317年），齊、宋兩國聯軍打敗魏軍。